# Frieda Pittoors
Frieda Pittoors (Antwerpen, 13 oktober 1947) is een Vlaamse actrice.
Reeds op achtjarige leeftijd stond ze in het theater op de planken bij een professionele voorstelling. Van haar 12de tot haar 15de speelde ze 150 maal De kleine prins, drie seizoenen lang op tournee door heel Vlaanderen, in een bezetting met onder anderen Julien Schoenaerts, die ze als haar toneelvader beschouwt. Ze studeerde in 1968 af aan de Studio Herman Teirlinck, als jaargenote van onder meer Hubert Damen. Ze maakte deel uit van de groep acteurs die in de Beursschouwburg te Brussel de vernieuwing inzet, samen met onder anderen Rik Hancké en Bert André. Een groot gedeelte van haar theatercarrière speelde ze bij Nederlandse gezelschappen als Proloog, Sater, Het Zuidelijk Toneel en Maatschappij Discordia. Bij ZT Hollandia werd ze voor haar rol in de De Leenane trilogie genomineerd voor een Theo d'Or. Andere producties waren onder meer Tim van Athene en Seemannslieder/Op hoop van zegen.
Ze maakt sinds 2005 deel uit van de vaste acteurskern van de Toneelgroep Amsterdam. Daar speelde ze onder andere in de producties Perfect Wedding, Maeterlinck en Naar Damascus. In 2009-2010 speelde ze in Romeinse tragedies, waar de vertolking haar een Colombina-nominatie opleverde, Teorema en Ubu. In 2010-2011 is Pittoors te zien in Hedda Gabler, Kinderen van de zon en De Russen.
In 2007 vertolkte ze de rol van Simone Castel in de televisieserie Stellenbosch. In 2010 speelde ze een hoofdrol in de televisieserie Oud België als Lisette Leonard.

## Filmografie
- 1992: Rooksporen
- 1997: Karakter
- 1999: Kaas: Fine Laarmans
- 2001: Drift: verpleegster
- 2002: Meisje: Martha
- 2005: Een ander zijn geluk: conciërge Njord
- 2005: Knetter: Puch
- 2006: 'n Beetje Verliefd: Maria
- 2011: Webcam: moeder van Antoin
- 2012: Allez, Eddy!: Cecile
- 2012: Witse: Monique Michiels
- 2014: Onder het hart: Oma
- 2014: Cordon: Micheline
- 2015: Hallo bungalow: Eddie
- 2016: Brimstone: Agatha
- 2016: Den elfde van den elfde: Marie-José Geunings
- 2017: Façades: Viv
- 2024: Laura H.: Ineke

## Toneelgroep Amsterdam
- 2005-'07: Don Carlos Grootinquisiteur
- 2005-'08: Perfect Wedding Isaac
- 2006: Huis van de toekomst Edna Verhey
- 2006: Hemel boven Berlijn Homeros
- 2007: Maeterlinck (geen naam)
- 2007-'17: Romeinse Tragedies Volumnia, Iras
- 2008: Naar Damascus De moeder
- 2009-'11: 'Antonioni Project Patrizia
- 2009: Teorema Emilia
- 2010'11: Ubu ma ubu, rechter
- 2010-'12: Hedda Gabler Julia Tesman
- 2010-'13: Kinderen van de zon Antonovna (Njanka)
- 2011'-14: De Russen! Zinaida Lebedjeva
- 2012: Tartuffe Dorine
- 2013: De bloedbruiloft Meid
- 2014-'18: The Fountainhead mevr. Keating
- 2014: Totterdood Frieda
- 2015: Koningin Lear Elisabeth (Betty) Lear
- 2015: in Vrede Sylvia
- 2016-'18:  De dingen die voorbijgaan Grootmama Ottilie
- 2017-'18: Kleine Zielen Moeder
- 2017: Na de repetitie/ Persona Arts
- 2017-'18: Oedipus Merope